# منطقه تاریخی واترویت شاکر
منطقه تاریخی واترویت شاکر (انگلیسی: Watervliet Shaker Historic District) در کلونی، نیویورک، محل اولین انجمن شاکریسم است. این انجمن در سال ۱۷۷۶ تأسیس شد. جامعه شاکر اولیه، انجمن شاکر کوه لبنان، کمی بعد شروع به کار کرد. سالن اجتماعات شاکر ۱۸۴۸ واترویت بازسازی شده‌است و برای رویدادهای عمومی مانند کنسرت استفاده می‌شود.
بنیانگذار شاکرها، مادر آن لی، در اینجا به خاک سپرده شده‌است.